# Santo Stefano Protomartire a Via Latina

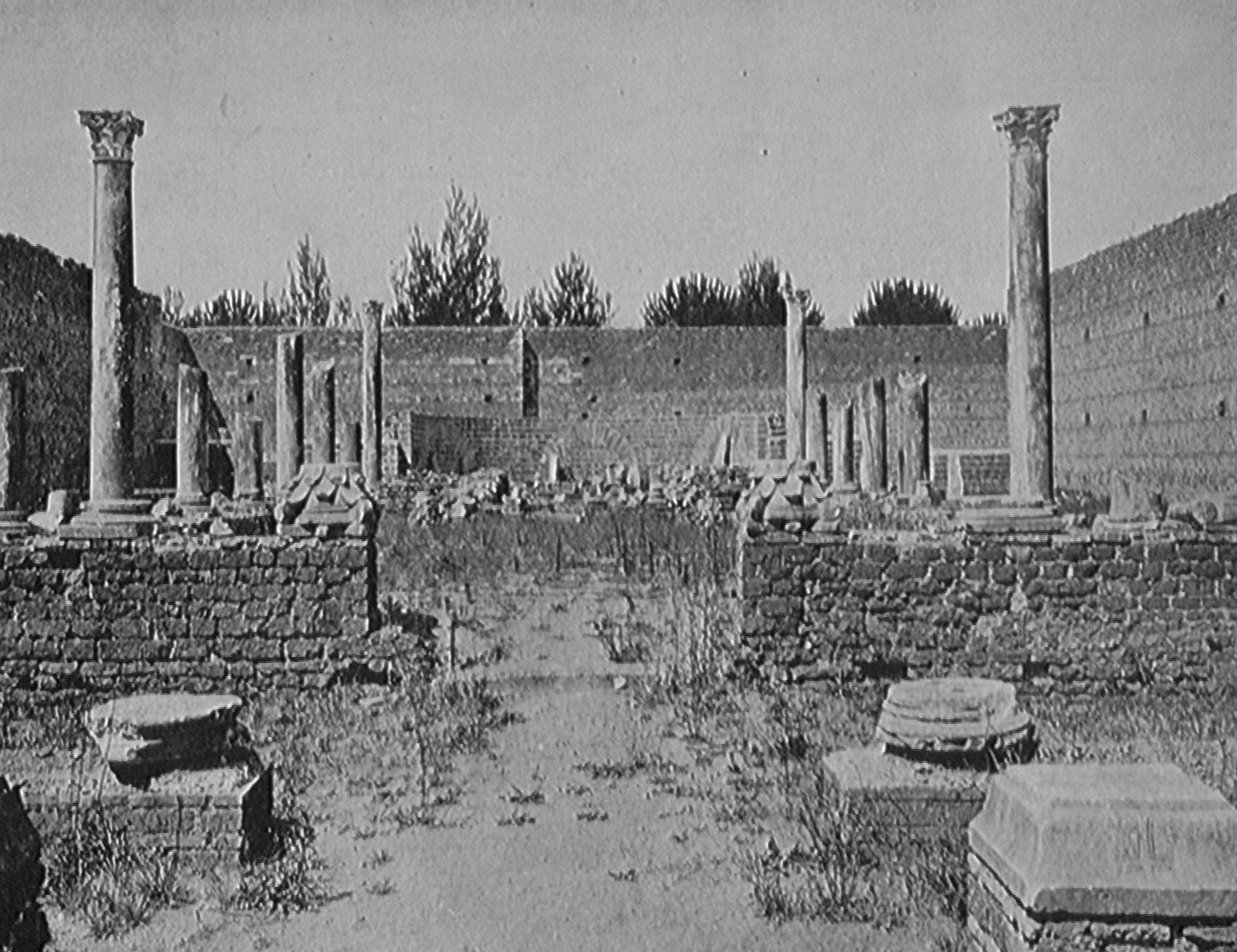
Imagem antiga das ruínas da basílica.

Santo Stefano Protomartire a Via Latina era uma antiga basílica do século V cujas ruínas são visíveis atualmente no Parco Archeologico delle Tombe di Via Latina, a oeste da Via dell'Arco di Travertino pouco antes do cruzamento com a Via Appia Nuova, no quartiere Tuscolano. Era dedicada a Santo Estêvão, o primeiro mártir cristão.
O parque inclui também um trecho da antiga Via Latina e diversos túmulos antigos.

## História
A basílica foi construída no interior de uma villa romana preexistente, do século V, durante o pontificado do papa São Leão Magno (r. 440-461). Um antigo mausoléu foi incorporado e convertido em cripta devocional. Segundo uma inscrição descoberta nas ruínas, a obra foi patrocinada por uma senhora da nobre gente plebeia dos Anícios chamada Demétrias, que era correspondente do papa. É possível que tanto o mausoléu quanto a villa já fossem propriedade da família. Ao contrário de outras basílicas suburbanas de Roma, esta não tinha uma catacumba.
A história do culto a Santo Estêvão em Roma neste período é obscura e é especialmente incerta a relação desta igreja com a muito mais famosa basílica de Santo Stefano Rotondo. Sabe-se que o edifício foi restaurado pelo papa Leão III (795-815), que refez o telhado. O papa Leão IV (847-855) presenteou a basílica com utensílios litúrgicos, o que revela que esta igreja ainda estava sendo mantida em funcionamento numa época que a maioria das outras igrejas fora da Muralha de Adriano já havia sido abandonada.
Contudo, ela caiu no esquecimento depois disto e não se sabe quando e nem porque ela foi abandonada.
As ruínas foram redescobertas em 1857 por Leonardo Fortunati, um professor e arqueólogo amador que descobriu a basílica e os túmulos durante uma pesquisa para redescobrir o traçado da antiga Via Latina. Ele escavou o local no ano seguinte sob a autoridade do governo papal; uma segunda escavação foi realizada depois de 1900.
Infelizmente, os responsáveis por estas escavações reconstruíram partes das paredes utilizando materiais antigos recuperados em outros locais de forma cuidadosa demais no pareamento das cores e texturas. Por conta disto, é difícil discernir atualmente o que é original e o que é reconstrução. A moderna igreja de Santo Stefano a Tuscolano é considerada a sua sucessora.

## Exterior
A igreja tinha uma nave central com nove baias e dois corredores laterais. Não havia um transepto, apenas uma abside semicircular da largura da nave central e um nártex com colunas da mesma largura da igreja. Além do canto direito no fundo da igreja e encostado na abside foram encontradas evidências do que provavelmente tenha sido um batistério de planta quadrada, mas apenas os restos da parede esquerda foram encontrados.
Do outro lado da abside, mas sem encostar na nave da igreja, ficava uma sala retangular que pode ter sido a sacristia.